# Вельке Залуж'є
Вельке Залуж'є (словац. Veľké Zálužie) — село, громада округу Нітра, Нітранський край. Кадастрова площа громади — 32.1 км².
Населення 4238 осіб (станом на 31 грудня 2018 року).

## Історія
Вельке Залуж'є згадується 1261 року.

## Населення
| Рік:            | 1994. | 2004.   | 2014.   | 2024.   |
| --------------- | ----- | ------- | ------- | ------- |
| Кількість осіб: | 3642  | 3974    | 4159    | 4320    |
| Різниця:        |       | +9,11 % | +4,65 % | +3,87 % |

| Рік:            | 2023. | 2024.   |
| --------------- | ----- | ------- |
| Кількість осіб: | 4315  | 4320    |
| Різниця:        |       | +0,11 % |